# Christian Pfundt
Christian Pfundt, även Christian (eller Kristian) Jacobsson Pfundt, född omkring 1625 i Sala (Salaberget), död 1674 eller 1675 i Stockholm, var en svensk stenhuggare och han blev år 1650 stenhuggarmästare i Stockholm.

## Biografi
Han var son till hyttmästaren Jacob Pfundt (död 1668 på Risön utanför Skellefteå) och modern var okänd. Han var bror till Martin (Mårten) Pfundt och de kom ursprungligen från Tyskland men arbetade på 1620- och 1630-talen i Sala silvergruva och bodde på det som kallades Salaberget. Han växte upp med ett antal syskon, de vi känner till är hans bror Jacob, som blev hattstofferare i Stockholm som kom att få många barn, och hans syster Lisbetha Jacobsdotter. 
Christian Pfundt gifte sig första gången 1647 med Anna Andersdotter och andra gången med Maria Eriksdotter. Om Christian Pfundt finns det inga uppgifter om barn.
På 1630-talet (troligen år 1635) flyttade dock familjen från Sala till Silbojokk i Arjeplog, där han bland annat arbetade med sovringsarbeten år 1636. Familjen stannade emellertid inte i Arjeplog utan flyttade till Torneå, där fadern år 1644 blev borgare. År 1645 bodde Christian Pfundt i Torneå, då vi vet att han bodde i Torneå år 1645, eftersom det finns en ansökan det året från honom där han hos staden begärde att få 5-6 drängar fria från utskrivning då han behövde dem i sitt arbete. År 1647 var Pfundt bosatt i Stockholm och gick i lära hos stenhuggarmästaren Hans Fritz i Stockholm. Det var också detta år han gifter sig med Anna Andersdotter.

## Verksamhet

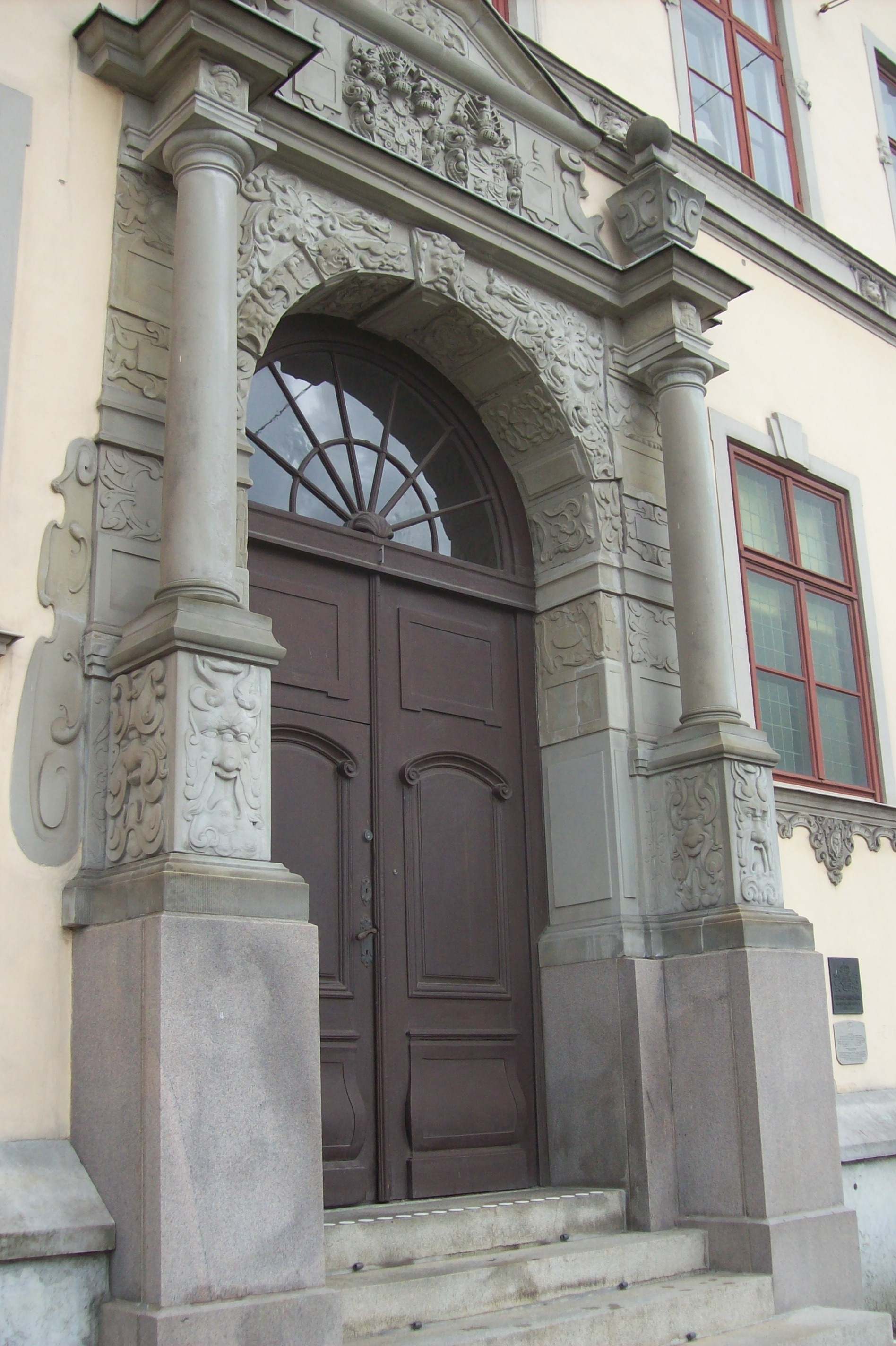
Portalen till Residenset i Göteborg, som byggdes av Lennart Torstenson, höggs 1648-1650 i gotländsk sandsten i Stockholm av mäster Christian Pfundt. Portalen är krönt med Lennart Torstensons grevliga vapen och med hans fru Beata De la Gardies adliga.

Vid Stockholms stenhuggarämbete blev Christian Pfundt stenhuggarmästare år 1650. Vi känner inte till några större verk av honom under de första åren, men troligen arbetade han som "underentreprenör" alternativt utförde han enklare arkitektoniska utsmyckningar såsom på fasader, gravstenar och spishällar.
Vid entrén till Residenset i Göteborg i före detta Residenset K:1 lät fältherren Lennart Torstenson bygga en sandstensportal och sätta upp sitt adliga vapen efter upphöjelsen till grevligt stånd 1647. Residensets portal höggs i gotländsk sandsten i Stockholm, sannolikt av mäster Christian Pfundt, och den är krönt med Lennart Torstensons grevliga vapen och med hans fru Beata De la Gardies adliga. När Lennart Torstenson upphöjdes till grevligt stånd den 5 februari 1647 fick han rätt till så kallad vapenförstärkning. Som generalguvernör stationerades Torstenson i Göteborg. Då försågs det grevliga vapnet med extra prydnader. Det innehåller en fanborg, kanoner, lejon och risknippen. Kanonerna symboliserar Torstensons tjänst som artillerist och lejonet hans styrka och mod. Risknippena erinrar om de talrika belägringar han ledde, de brukade nämligen kastas i vallgravarna för att underlätta stormning. En fritrappa, som ledde upp till portalen, revs 1774 och portalen ersattes av en kopia på 1970-talet. Lennart Torstenson stannade inte längre än tre månader i Göteborg. Därefter skötte han sitt län från Ulvsunda slott.
Han högg för Lennart Torstensons räkning flygelportalerna på Ulvsunda slott 1648. Slottet har kvar 1600-taletsmurverk med dess ankarslutar, och flyglarna har även kvar sina sandstenportaler, som Christian Pfundt gjorde.
Någon gång, troligen vid slutet av 1650-talet eller början av 1660-talet utför han portalen vid Köpmangatan 15 på uppdrag av ägaren handelsmannen Hans Primeroos (död 1664). Hans Primeroos byggde det hus som idag kallas för det Primerooska huset. Han lät också bygga portalen vid Köpmangatan 15 och som är daterad till ca år 1650/1770. Portalen mot Köpmangatan är med största sannolikhet ritad av arkitekten Nicodemus Tessin den äldre och huggen av  stenhuggarmästaren Christian Pfundt, eller någon av hans gesäller som till exempel Hans Eldtner. Det kan vara så att överdelen av portalen är både gjord och ritad av Pfundt medan underdelen är nästan helt säkert ritad av Nicodemus Tessin d.ä., då den i sin utformning starkt liknar portalerna vid Wrangelska palatset (ombyggnaden ritad av Tessin den äldre åren 1652-1670), huvudingången till Gamla riksbanken, även kallad Södra Bankohuset vid Järntorget (byggnaden ritad av Tessin d.ä. åren 1675-1682), portalen under gårdsplan vid Ulvsunda slott (slottet ritat av Tessin d.ä. åren 1642-1648). Portalen vid Köpmangatan 15 in mot gården är troligen även den gjord av Pfundt, men den är helt klart inte ritad av Tessin d.ä.
Pfundt var verksam vid det Wrangelska palatset 1663-1665, där han utförde en stor portal som ritats av Nicodemus Tessin. Av de rikt utsmyckade fasaderna vid det Wrangelska palatset återstår endast fragment såsom den skulpterade sandstensportalen och gallerier åt gården. Bland Christian Pfundts lärjungar märks Hans Eldtner som under sin gesälltid hos Pfundt utförde en portal till Klara kyrkogård i Stockholm 1668-1669. Över själva porten vid Wrangelska palatset syns numret 16 vilket är adressen, Birger Jarls torg 16. Numret har dock blivit ditsatt långt efter 1600-talet då portalen byggdes. Ursprungligen fanns troligen antingen Carl Gustav Wrangels och hans hustrus Anna Margareta von Haugwitz' initialer eller andra symboler där siffran står idag, det var det vanliga på 1600-talet att ha i mitten ovanför portalen som ledde in till huset där man bodde. Den nedre delen av Wrangelska palatsets portal är utformad på samma sätt som portalerna vid Södra Bankohuset vid Järntorget 84 i Gamla stan, och vid Köpmangatan 15, såsom nämnts ovan. De har troligen båda ritats av Tessin d.ä. Samma utformning kan även, såsom ovan nämnts, ses vid Ulvsunda slotts portaler på de båda flygelbyggnaderna vid den främre gårdsplanen.
På Drottningholms slott gjorde Pfundt under första halvan av 1660-talet gjorde han även en portal, vilket gjorde att han blev en alltmer anlitad portalskulptör. Stenhuggaren Johan Larsson Wimmer utförde under senare delen av 1600-talet stenhuggeriarbeten för Drottningholms slott. Denne var åren 1663-1665 var lärpojke hos Christian Pfundt och år 1666 var han lärpojke hos Johan Köpke. Wimmer erhöll 1681 sitt gesällbrev 1681. Stenhuggaren Hans Jerling, som var elev till Markus Hebel 1654–1664, arbetade vid sidan av under 1663 för Christian Pfundt. Hans Jerling blev mästare i träsnidarkonsten 1666 och fick burskap som trä- och stenhuggare 1670. Under 1669–1670 var Wimmer en av dem som samarbetade med Nicolaes Millich med dekoreringen av Drottningholms slott. 
Han gjorde även portalen till Klara kyrkas kyrkogård år 1668 och bland hans lärjungar märks, såsom tidigare nämnts, Hans Eldtner, som under sin gesälltid hos Pfundt utförde en portal till Klara kyrkogård i Stockholm 1668-1669. Agneta Wrede lät bygga den södra porten, vilken pryds av vapnen för ätterna Wrede och Lillie.
På Köpmangatan 2 är det sannolikt stenhuggarmästaren Christian Pfundt som har gjort portalen år 1675. Huset vid Köpmangatan 2 heter även Dykska huset efter ägaren Mäster Dyk, han hette Nikolas Mattias Dyk, som 1755 lät renovera huset. Portalen är gjord i sandsten,  men vid två olika tillfällen med ca 100 års mellanrum. I Gamla stan är detta inget ovanligt, husen och även portalerna har renoverats många gånger.
Själva stilen på portalen vid Köpmangatan 2 har stora liknelser med hans andra portaler. Det kanske var hans sista arbete, då han dog det året. Den undre delen av portalen är gjord på 1750-talet. En granskning av stenen visar att det är så och det var då som skräddarmästaren Nikolas Mattias Dyk ägde huset. Från ett dokument som han skrev till stadens magistrat vet vi att han ville ha tillstånd att bygga om och renovera huset och då också portalen. Upp till 4:e våningen har huset på Köpmangatan 2 medeltida murver. Detta visar tydligt att det att det gamla Bocktornet numera är en del av det huset som finns på platsen. Vem denna första ägare var som lät riva delar av tornet, bygga om det till ett hus och dessutom låta bygga portalen vet vi inte. Den övre delen av portalen som är från den tiden avslöjar dock lite.
I mitten ser vi en stor kartusch där det står ANNO 1675, det var årtalet när portalen byggdes. Ovanför kartuschen ser vi en skål med frukter, som är en symbol för överflöd och rikedom, precis som fruktvaserna med vindruvor visar på var sin sida av överstycket. Runt vidruvorna finns även små slingrande maskar. Det var en så kallad vanitassymbol, som avser att påminna om livets förgänglighet och tomhet och är därmed motsatsen till "Carpe Diem" som betyder fånga dagen eller njut av dagen. Det var en symbol för ödmjukhet inför gud och att tänka på livet efter detta. Dessa symboler vill berätta om  en rik person som var gudfruktig och tänkte på morgondagen. Man kan misstänka att Köpmangatan var  handelsmännens gata framför andra och man kan anta att det var en framgångsrik och gudfruktig handelsman som bodde i huset.

## Bilder

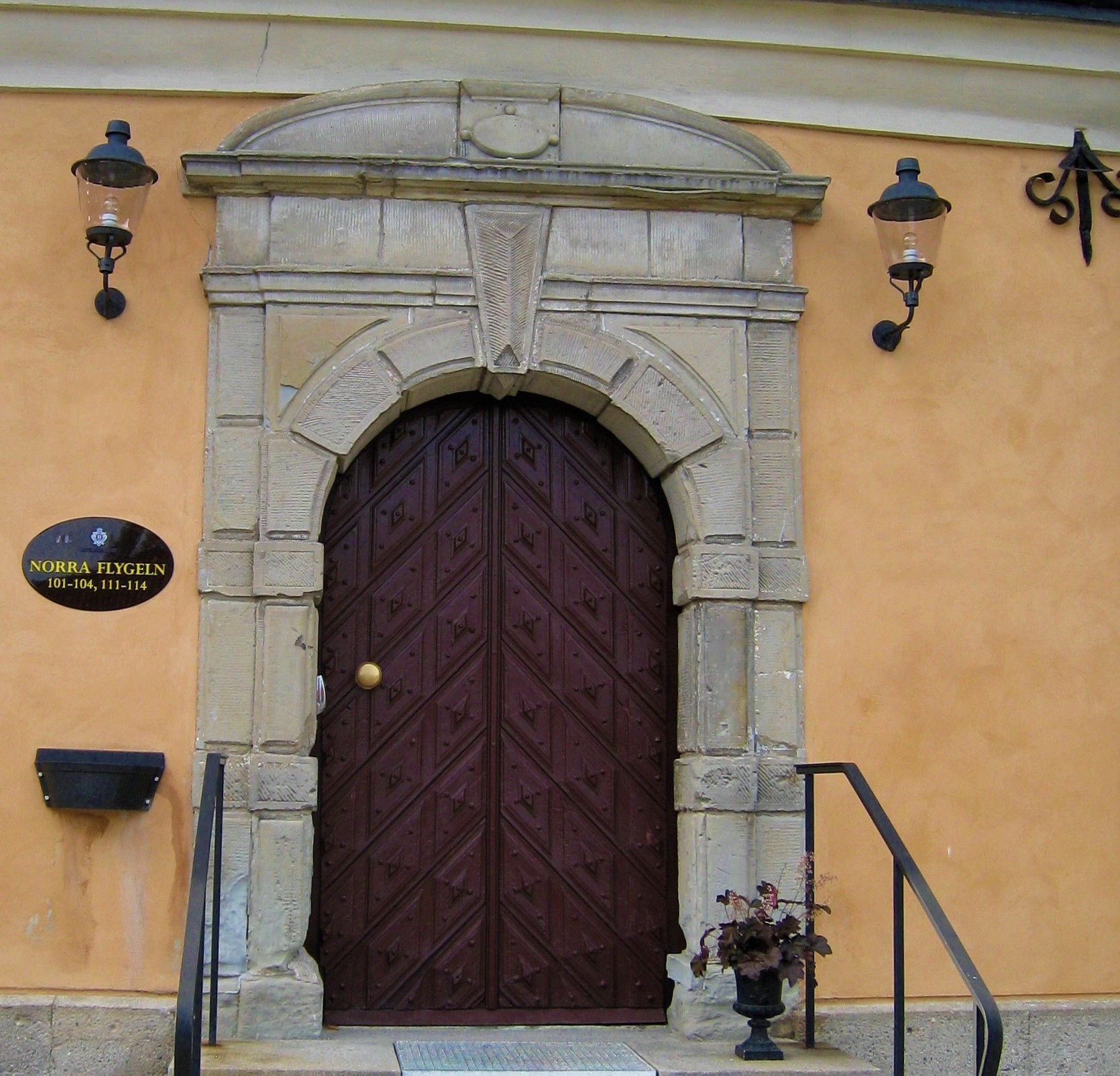
Den ena sandstensportalen till norra flygeln vid Ulvsunda slott (1648).
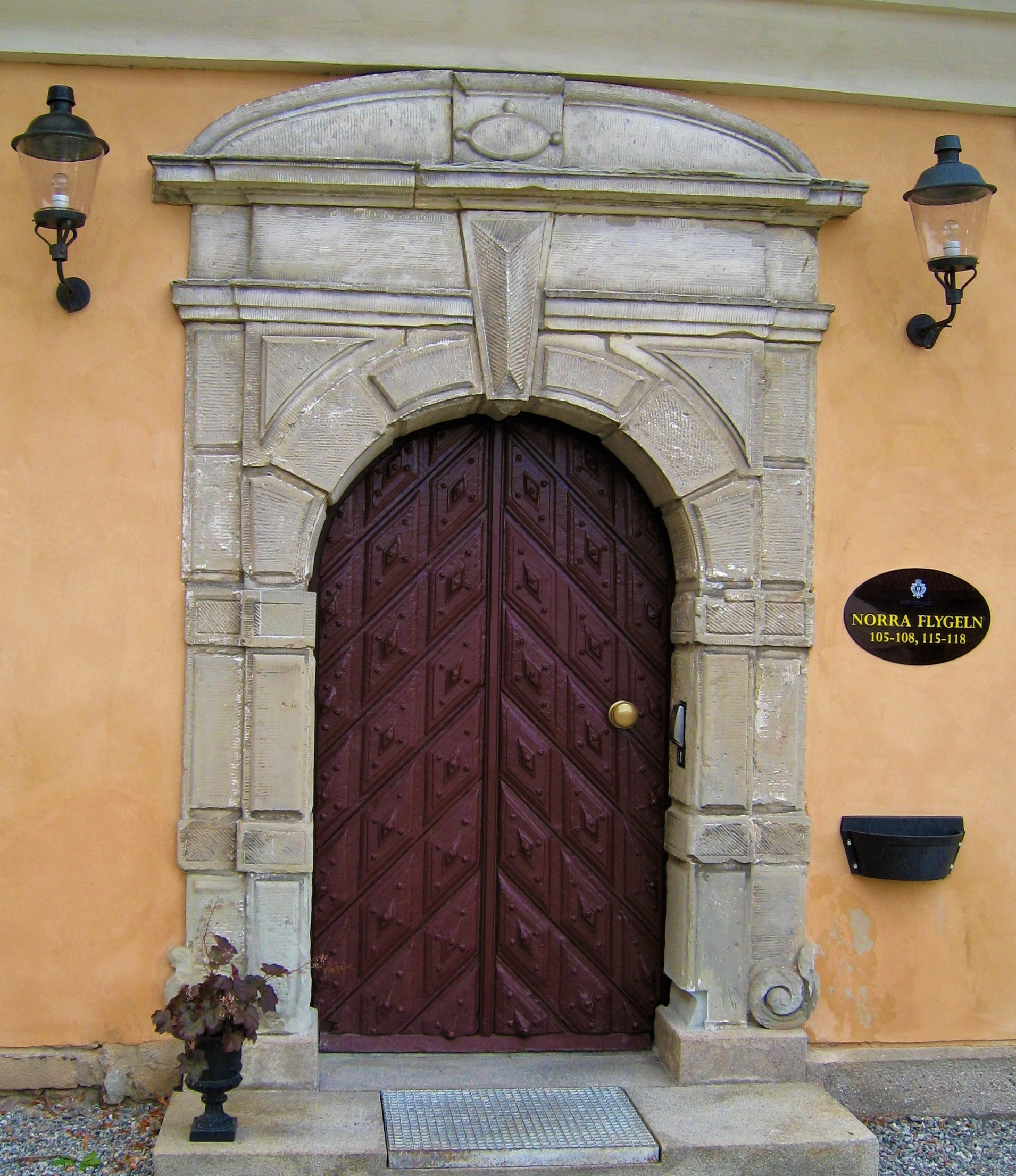
Den andra standstensportalen till norra flygeln vid Ulvsunda slott (1648).
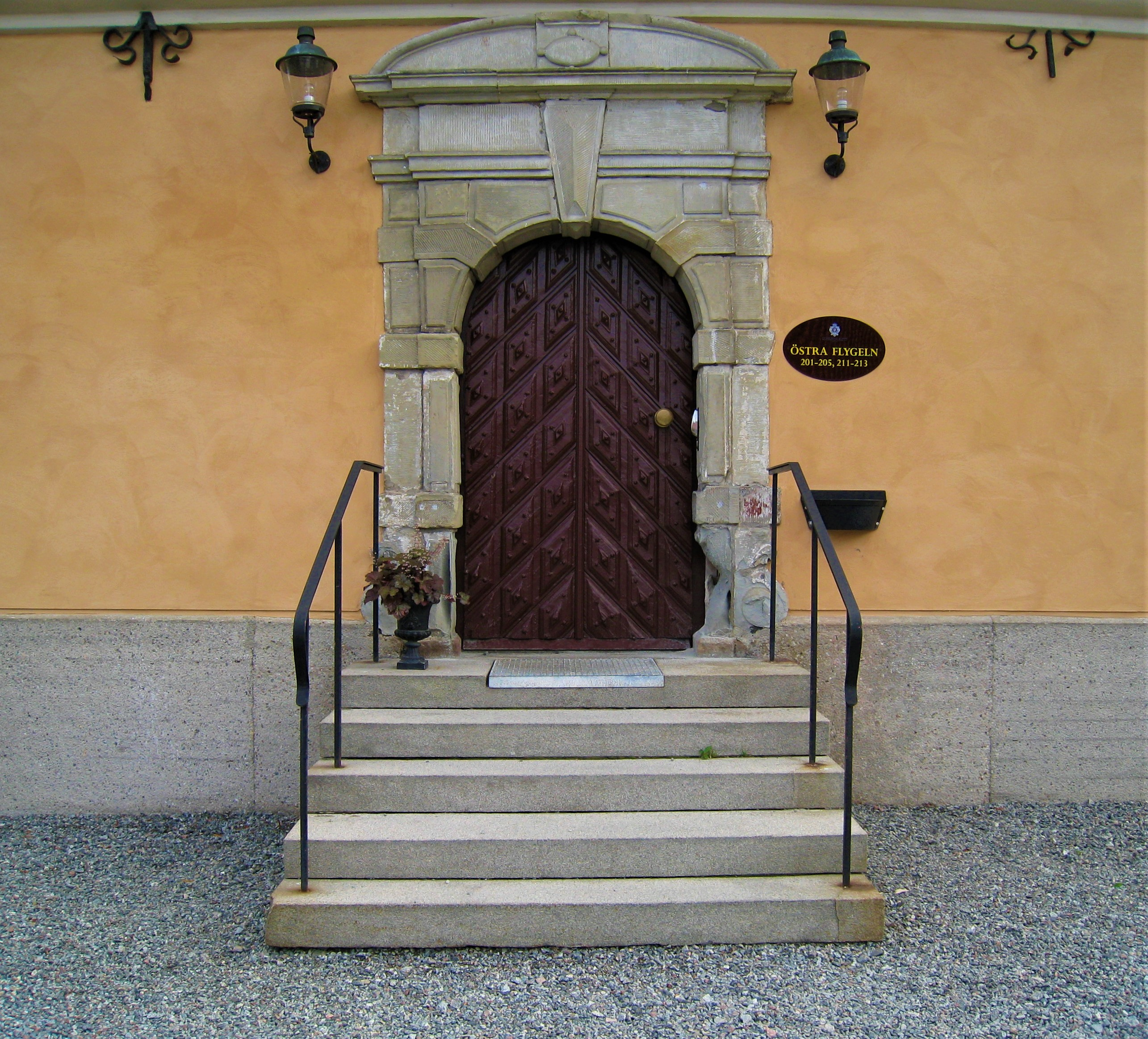
Den ena standstenspportalen till östra flygeln vid Ulvsunda slott (1648).
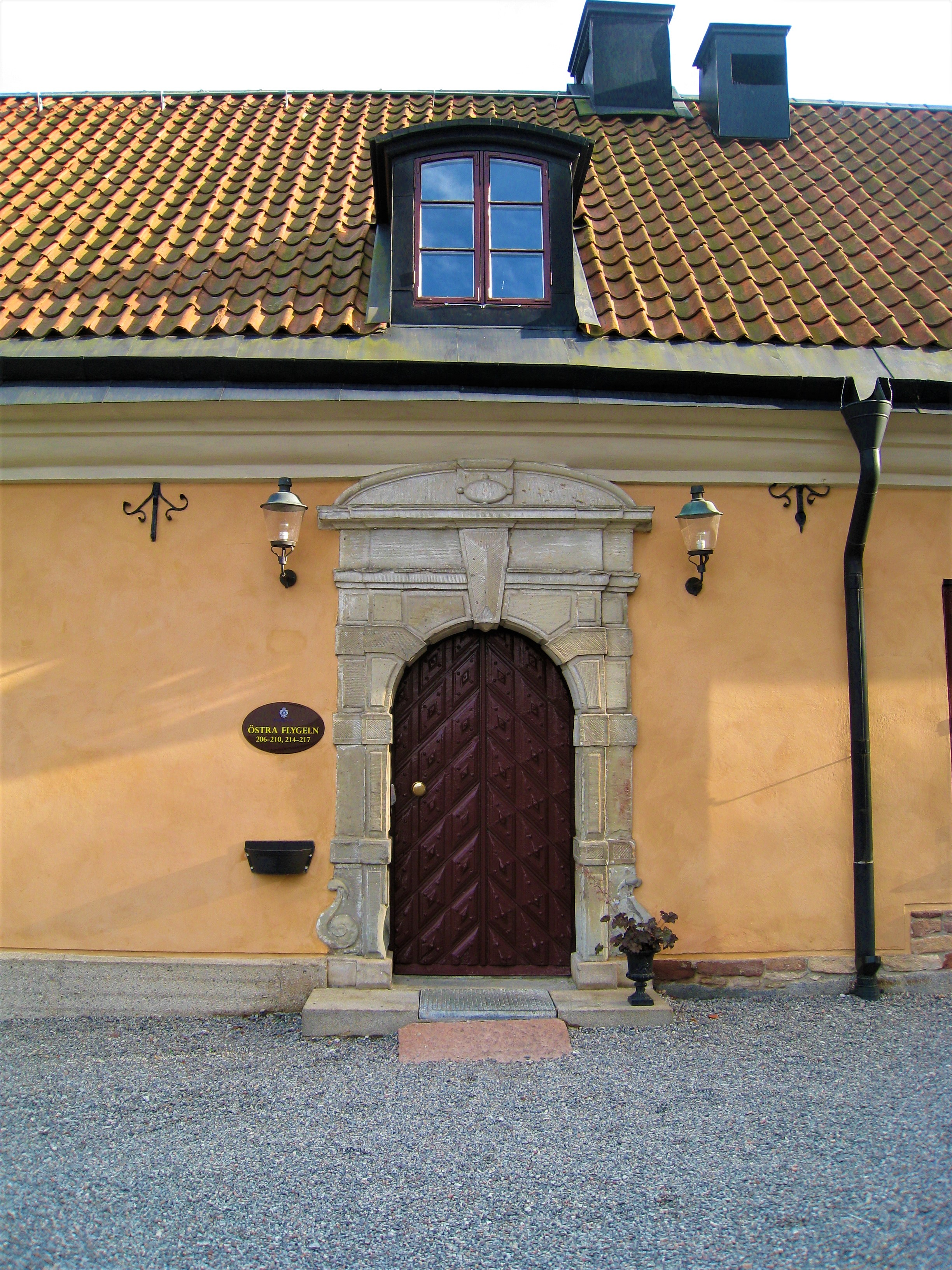
Den andra sandstensportalen till östra flygeln vid Ulvsunda slott (1648).
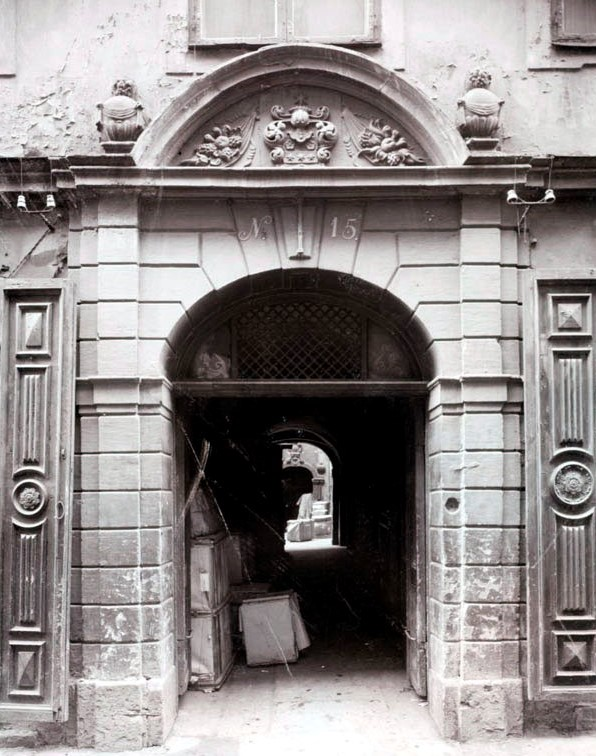
Portalen vid Hans Primeroos' hus vid Köpmangatan 15 i Gamla stan, foto från 1907.
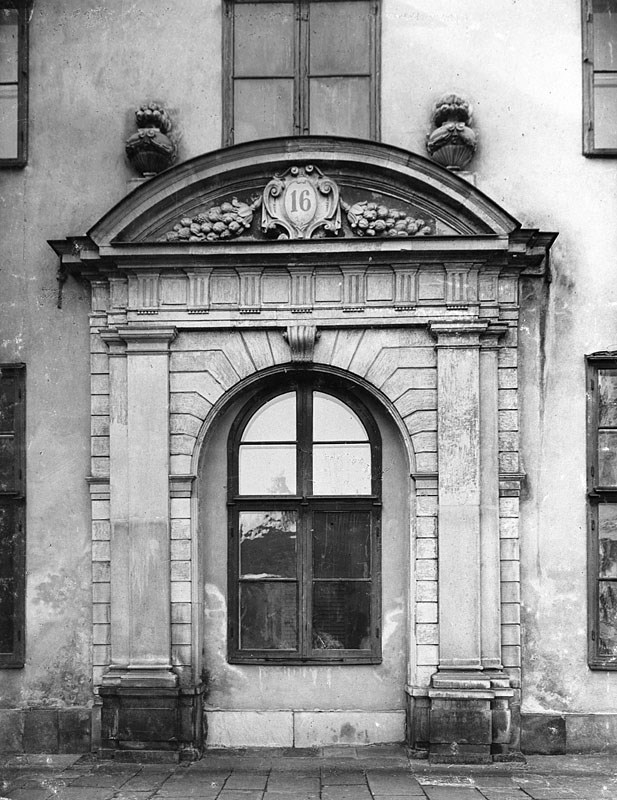
Portalen vid Wrangelska palatset på Riddarholmen i Stockholm, foto från omkring 1905.
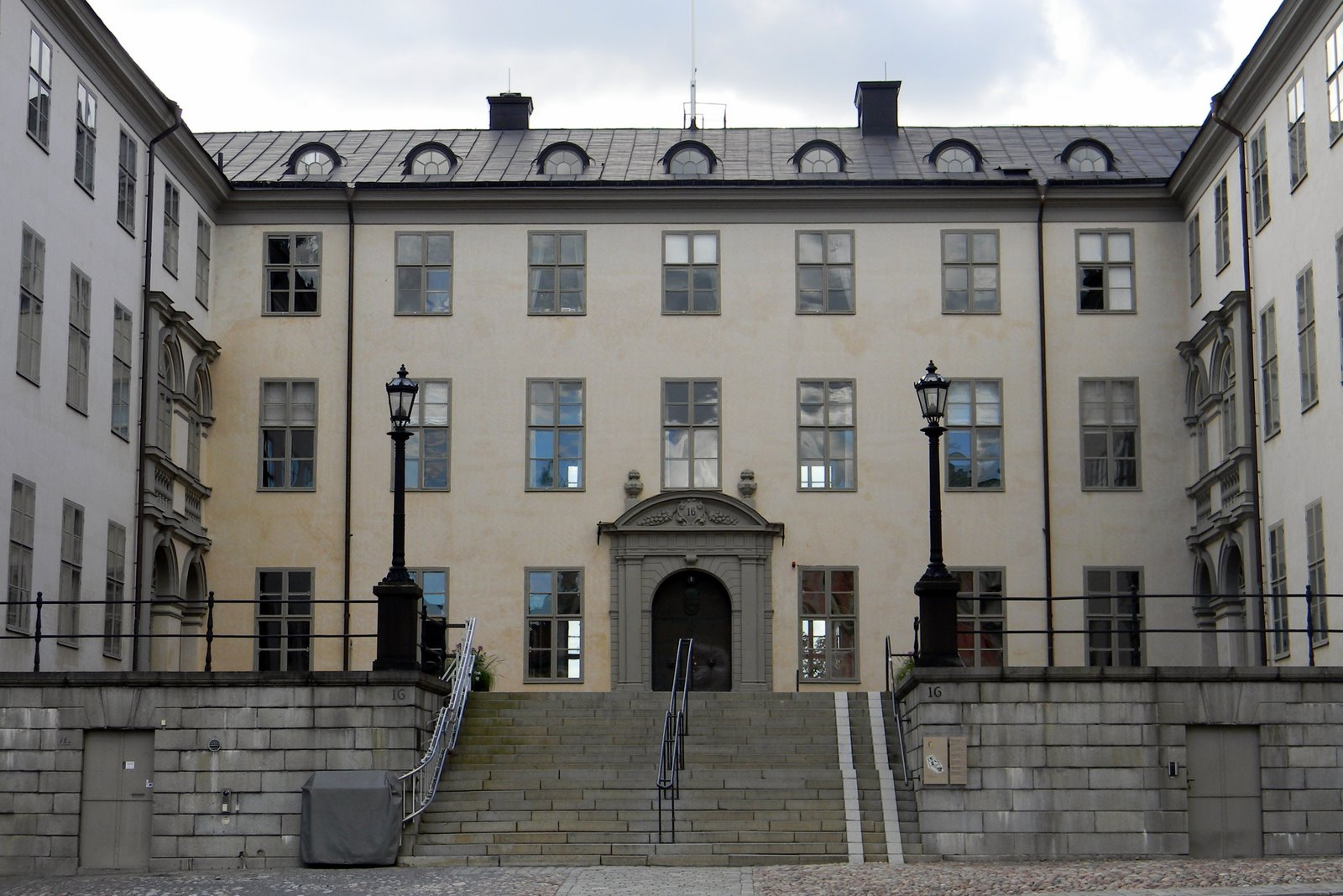
Wrangelska palatset med sandstensportalen från 1663-1665.
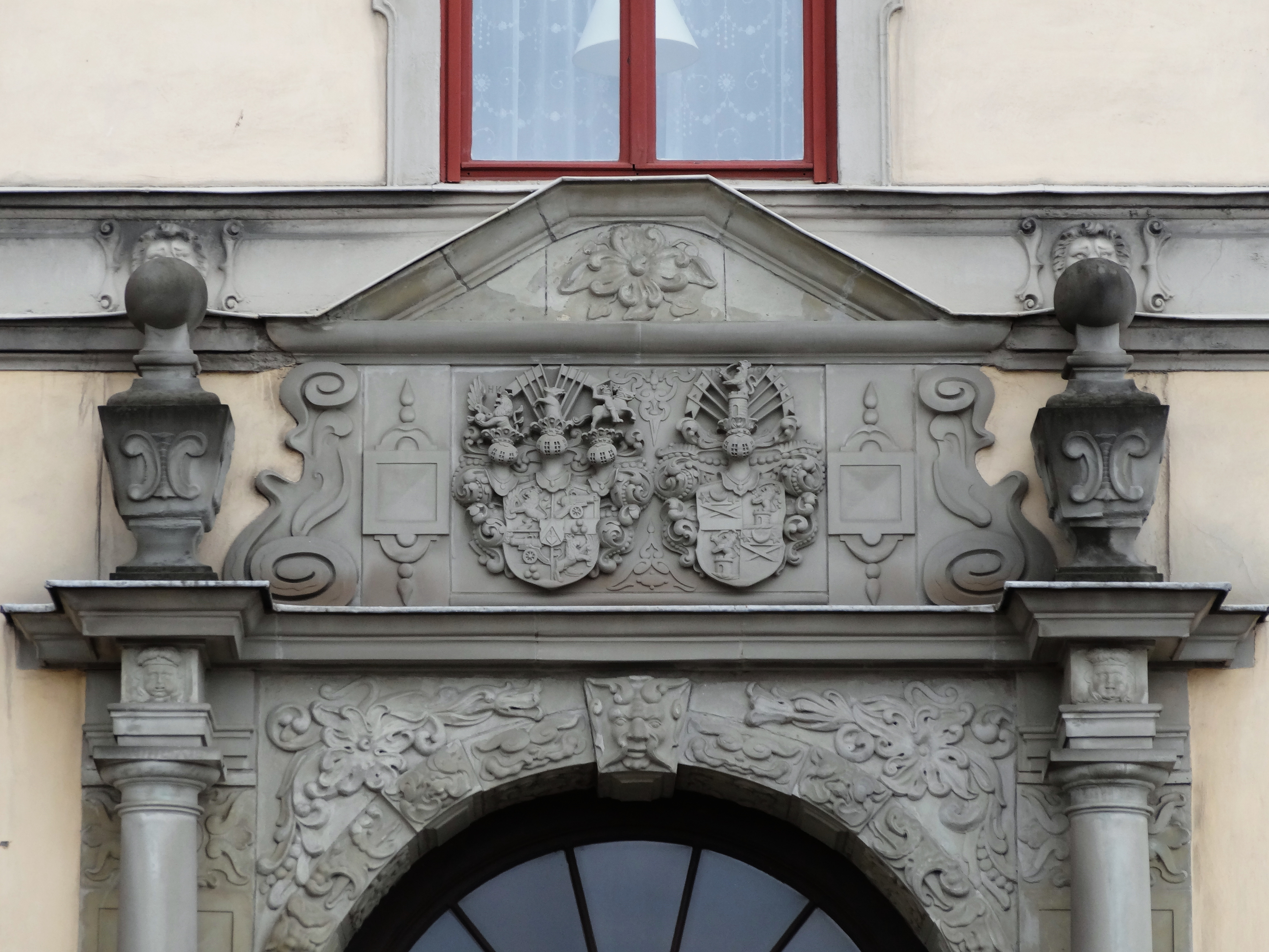
Portalen till Residenset i Göteborg höggs i gotländsk sandsten i Stockholm 1648-1650.